# Ланча Марика
Ланча Марика или Ланча Фламиния Марика е прототип на бъдещ автомобил на компанията Ланча, представен през 1969 г. от дизайнерското ателие Джиа.

## История
В трудните времена за компанията тази концепция иска да съчетае спортния стил на марката и елегантността. Този модел е лъчът надежда за възраждането на марката. Същата година Ланча е закупена от Фиат. Това спортно купе не влиза в производство. Дизайнът на автомобила се характеризира с прави черти и класическа трапецовидна форма.